# 12782 Mauersberger
12782 Mauersberger (1995 ED9) là một tiểu hành tinh vành đai chính được phát hiện ngày 5 tháng 3 năm 1995 bởi F. Borngen ở Tautenburg. Nó được đặt theo tên 
musician brothers Rudolf (1889-1971) và Erhard (1903-1982) Mauersberger.